# Саддат-эль-Хиндия
Саддат-эль-Хиндия (араб. سدة الهندية‎) — город в центральной части Ирака, расположенный на территории мухафазы Бабиль.

## Географическое положение
Город находится в западной части мухафазы, на левом берегу реки Евфрат, на высоте 22 метров над уровнем моря.

Саддат-эль-Хиндия расположена на расстоянии приблизительно 27 километров к северо-северо-западу (NNW) от Хиллы, административного центра провинции и на расстоянии 58 километров к югу от Багдада, столицы страны.

## Население
По данным последней официальной переписи 1965 года, население составляло 8 229 человек.
Динамика численности населения города по годам:
| 1965  | 2012   |
| ----- | ------ |
| 8 229 | 14 389 |